# London Bridge (canção)
"London Bridge" é o primeiro single do álbum The Dutchess da cantora Fergie. O single foi lançado no dia 18 de Julho de 2006. Foi escrito por Fergie, Mike Hartnett, Sean Garrett e produtor Polow da Don. Foi lançado como single principal do álbum e serviu para estações de rádio rítmicas e de sucesso contemporâneas nos Estados Unidos em 18 de julho de 2006. "London Bridge" é uma música de hip hop com influências de dança. Ele contém amostras de composição de "Down to The Nightclub", como realizado pela Tower of Power.
Os críticos de música deram resenhas geralmente mistas a "London Bridge", com alguns deles criticando as letras sexualmente sugestivas da música e comparando-a com o single "Hollaback Girl" de Gwen Stefani (2005). "London Bridge" foi um sucesso comercial e alcançou o top dez em treze países. Nos Estados Unidos, alcançou o número um na parada Hot 100 da Billboard e o número quatro na parada de canções pop dos EUA. "London Bridge" foi certificado em platina pela Associação da Indústria de Gravação da América (RIAA) e vendeu mais de dois milhões de cópias digitais, tornando-se a segunda música mais vendida do cantor no país. Um videoclipe que acompanhaO single foi dirigido por Marc Webb e apresenta Fergie brincando com homens na Inglaterra. A música foi apresentada no filme Neighbours e aparece na trilha sonora do filme.

## Faixas
CD Single do Reino Unido
1. "London Bridge" (Versão do LP) - 4:01
2. "London Bridge" (Instrumental) - 3:25

LP 12" do Reino Unido
1. "London Bridge" (Versão "Suja") - 3:28
2. "London Bridge" (Acapella) - 3:15
3. "London Bridge" (Versão Rádio) - 3:28
4. "London Bridge" (Instrumental) - 3:25

CD Single da Austrália
1. "London Bridge" (Versão do Álbum) - 4:01
2. "London Bridge" (Instrumental) - 3:25
3. "London Bridge" (Acapella) - 3:15
4. "London Bridge" (Videoclipe) - 3:31

## Posições
| Top (2006)                         | Melhor posição |
| ---------------------------------- | -------------- |
| Estados Unidos - Billboard Hot 100 | 1              |
| Estados Unidos - Billboard Pop 100 | 1              |
| Nova Zelândia - Top Singles        | 1              |
| Austrália - ARIA Top 50 Singles    | 1              |
| Países Baixos - Top 40 Singles     | 1              |
| União Europeia - Euro 200          | 1              |
| Finlândia - Top 20 Singles         | 9              |
| Brasil - Top 100                   | 1              |
| Alemanha - Top 100                 | 3              |
| Irlanda - Top 50 Singles           | 2              |
| México - Top 100 Airplay           | 4              |
| Polónia - Top 50 Singles Nacional  | 7              |
| Reino Unido - Top 75 Singles       | 3              |
| Mundo                              | 2              |
| Japão - Oricon Top Singles         | 2              |
| Chéquia - Top IFPI                 | 7              |